# Амулет Самарканда
«Бартімеус: Амулет Самарканда» (англ. The Amulet of Samarkand) — фентезійний пригодницький роман для дітей і підлітків англійського письменника Джонатана Страуда. Ця книга перша з серії Бартімеус. В українському перекладі книга вийшла в видавництві 2017 році в перекладі Володимира Панченка, обкладинку намалював Іван Сулима.

## Сюжет
Ця історія відбувається в сучасному Лондоні, контрольованому чарівниками, де чимало всіляких демонів — джинів, бісів, афритів та інших представників магічного світу. Щоб здійснити свій задум, Натаніель — юний учень чарівника — таємно викликає стародавнього зухвалого джина Бартімеуса, якому п'ять тисяч років. Перед джином стоїть нелегке завдання — викрасти у Саймона Лавлейса, досвідченого і безмежно жорстокого мага, всемогутній Амулет Самарканда.

## Нагороди
«Амулет Самарканда» отримав такі нагороди: 
- Booklist starred review (2003)[3]
- American Library Association (ALA) Notable Book (2004)[4]
- Best Books for Young Adults Top Ten Pick (2004)[5]
- Bank Street Best Book of the Year (2004)[джерело?]
- Booklist Top 10 Fantasy Book for Youth (2004)[джерело?]
- Boston Globe–Horn Book Award Honor Book (2004)[6]
- Locus Award for Young Adult Fiction Nominee (2004)[7]
- Selected Audiobooks for Young Adults (2004)[8]
- Nevada Young Readers' Award (YA) Nominee (2005)[9]
- Deutscher Jugendliteraturpreis for Jugendbuch Nominee (2005)[10]
- Evergreen Teen Book Award Nominee (2006)[11]
- Georgia Peach Book Award for Teen Readers Nominee (2006)[12]
- Indian Paintbrush Book Award (Grades 4–6) Nominee (2007)[13]